# Eria yunnanensis
Eria yunnanensis là một loài thực vật có hoa trong họ Lan. Loài này được S.C.Chen & Z.H.Tsi mô tả khoa học đầu tiên năm 1984.